# Molles
 Molles  là một xã ở tỉnh Allier thuộc miền trung nước Pháp.